# Tennis Club Juventus
Il Tennis Club Juventus, anche noto come Tennis Juventus o come Juventus Torino, fu una società tennistica italiana con sede a Torino. Sezione nella disciplina dell'azienda polisportiva Juventus – Organizzazione Sportiva S.A. istituita nel 1923 – una delle più antiche dell'associazione –, partecipò in diversi campionati nazionali a squadre organizzati dalla Federazione Italiana Tennis (FIT), ottenendo successo. Attiva per oltre un ventennio, dopo la fine della seconda guerra mondiale in Europa e in seguito a difficoltà in ambito finanziario, si scisse della polisportiva, liquidata alla fine degli anni 1940, e dopo essere stata ristrutturata, acquisì un status societario indipendente sotto il nome di Sporting Club fino a metà degli anni 1960, anno in cui venne infine fusa al Circolo «La Stampa», costituendo il Circolo della Stampa – Sporting.

## Storia
Costituita nel 1923 per iniziativa dell'allora presidente della Juventus, Edoardo Agnelli, aveva sede all'interno del stadio della squadra di calcio sito a Corso Marsiglia. Nel 1942 si trasferì all'allora corso IV Novembre, dove fu costruito il primo scenario tennistico in Italia, assorbendo nel frattempo la società Nord Tennis. Si aggiudicò il campionato maschile della Serie A1, all'epoca la principale manifestazione per club nel Paese organizzata dalla Federazione Italiana Tennis (FIT), negli anni 1927, 1947 e 1948 oltreché il campionato assoluto per squadre FIT nel 1946, facendone tra i massimi esponenti della disciplina nel panorama nazionale durante il secondo dopoguerra.
Diretta durante gli anni trenta e quaranta dal Novecento dall'ex calciatore Giuseppe Hess e rinominata Circolo Tennis Juventus in seguito al processo d'italianizzazione instaurato dal regime fascista, riprenderà l'antica denominazione dopo la seconda guerra mondiale. La sezione tennistica – l'unica ancora attiva, assieme a quella calcistica, in seno alla polisportiva Juventus O.S.A., da cui sarà in seguito scissa – confluì dal 1º luglio 1949, dopo la liquidazione della succitata polisportiva, sotto l'egida della Società Iniziative Sportive (S.I.S.), un'associazione di sportivi torinesi presieduta dall'allora imprenditore e dirigente sportivo Ferruccio Novo; venne ulteriormente ricostituita e gestita come organizzazione indipendente sotto la denominazione di Sporting Club fino al 1966, anno in cui venne infine fusa al Circolo «La Stampa», dando vita al Circolo della Stampa – Sporting.

## Strutture
Il Tennis Club Juventus ebbe come suo primo impianto casalingo un campo adiacente sito all'interno dello stadio di Corso Marsiglia – allora in uso dalla sezione calcistica bianconera – il cui usò dalla sua fondazione nel 1923 al 1939, dopodiché si trasferì al Stadio Tennistico Juventus, un moderno impianto in terra battuta rossa capace di 5 000 posti a sedere, sito all'interno del polifunzionale Circolo Sportivo Juventus, dove si trovava la sede sociale della Juventus O.S.A., il cui usò sino alla chiusura in 1949.
Nel corso degli anni le sedute d'allenamento della squadra erano svolte sia nel campo principale che in quelli adiacenti dei citati scenari.

## Tennisti
Tra i tennisti di maggior prestigio che difesero la squadra bianconera ci sono Pier Giovanni Pietra, Emanuele Sertorio, Mario Sertorio, Gianni Cucelli e Carlo Sada.

## Palmarès
- Campionato di Serie A1 maschile FIT: 3

1927; 1947; 1948
- Campionato italiano assoluto per squadre FIT: 1

1946